# LHS 475
LHS 475 (GJ 4102, L 22-69, LFT 1458, LTT 7606, NLTT 47504, PM J19209-8233, TOI-910, TIC 369327947, 2MASS J19205439-8233170) — Красный карлик, который находится в созвездии Октант на расстоянии около 40.71 ± 0.01 световых лет от Земли. Имеет экзопланету LHS 475 b.

## Экзопланета

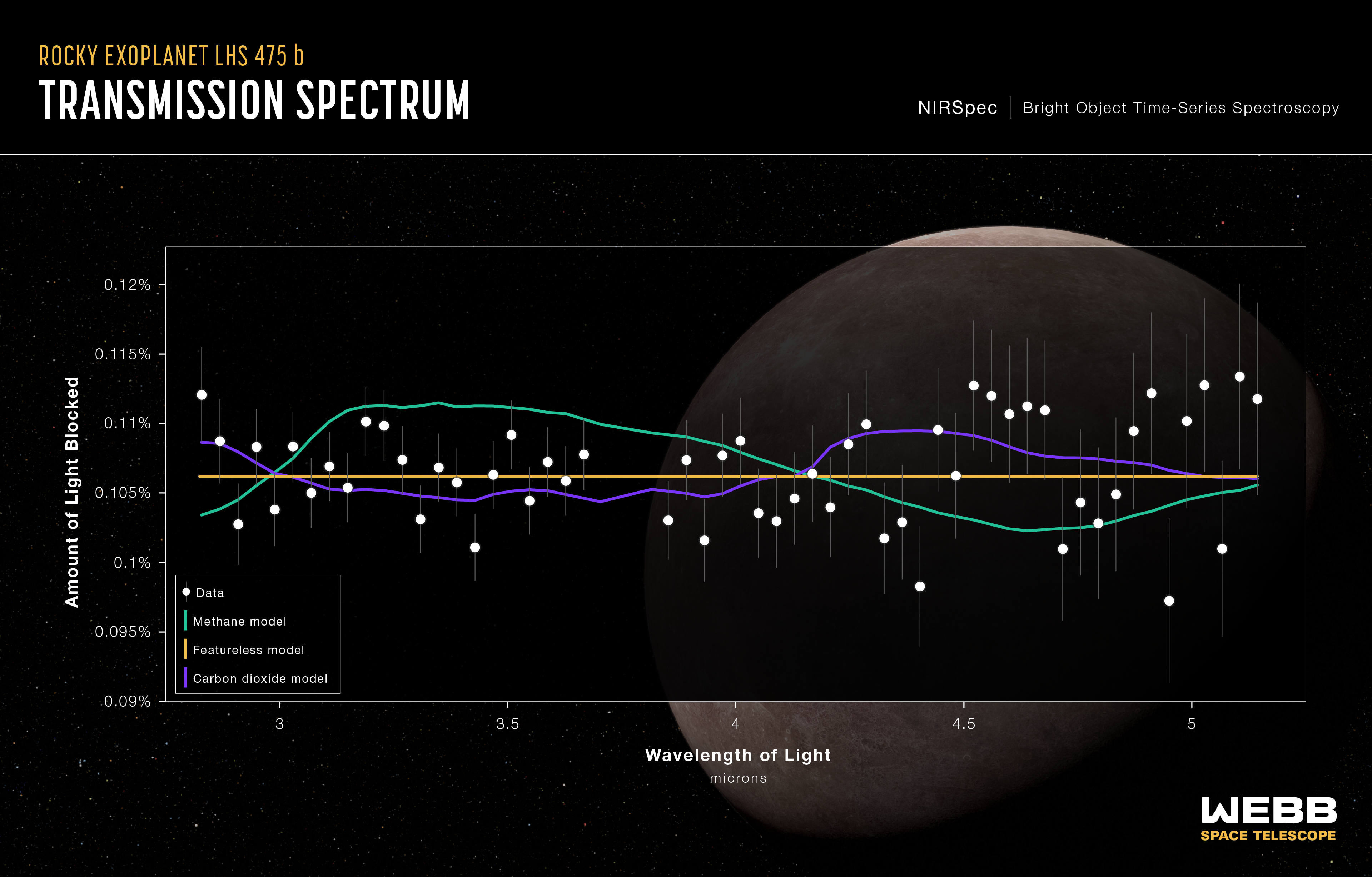
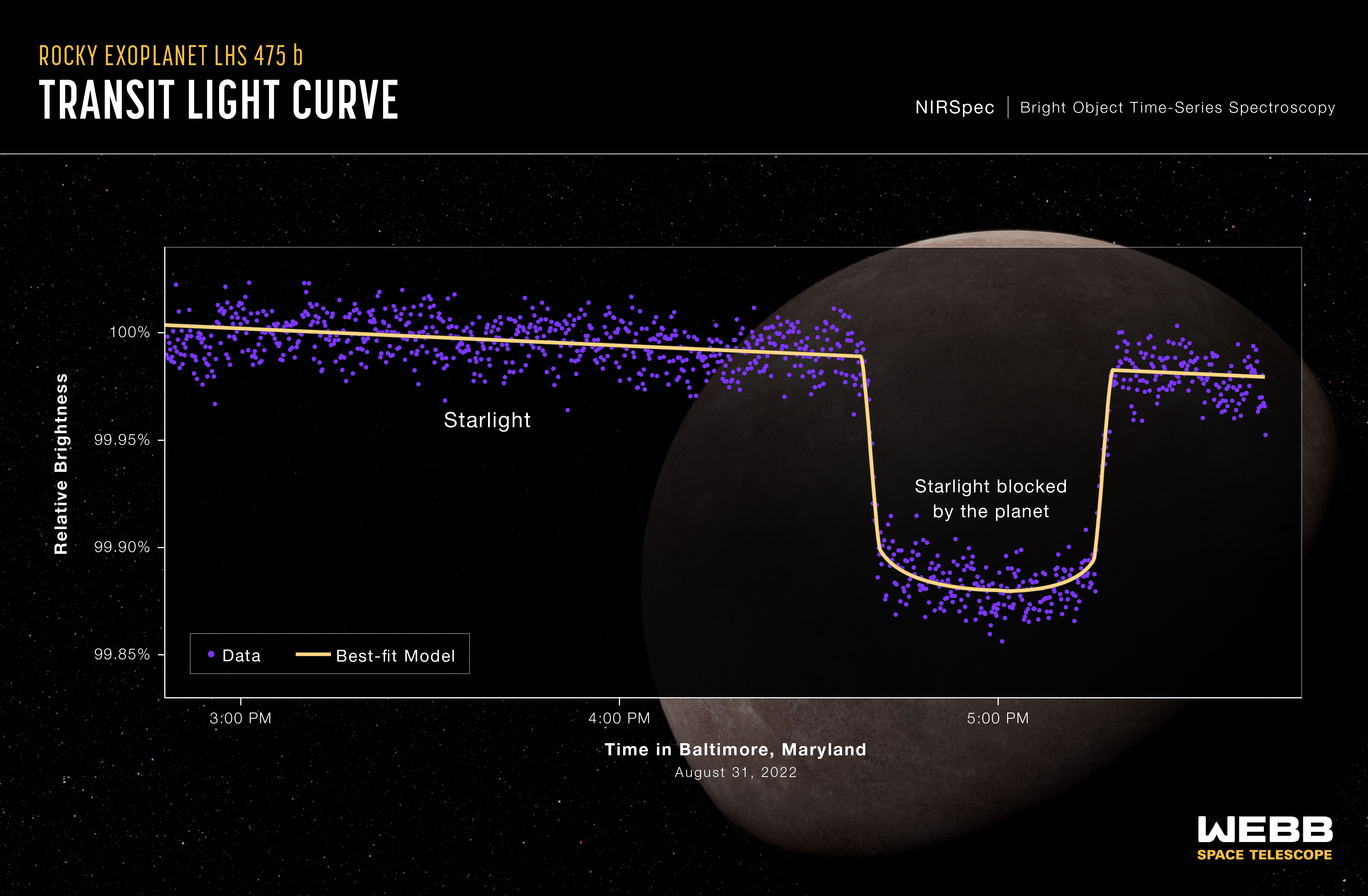

LHS 475 b: